# Cà phê trứng

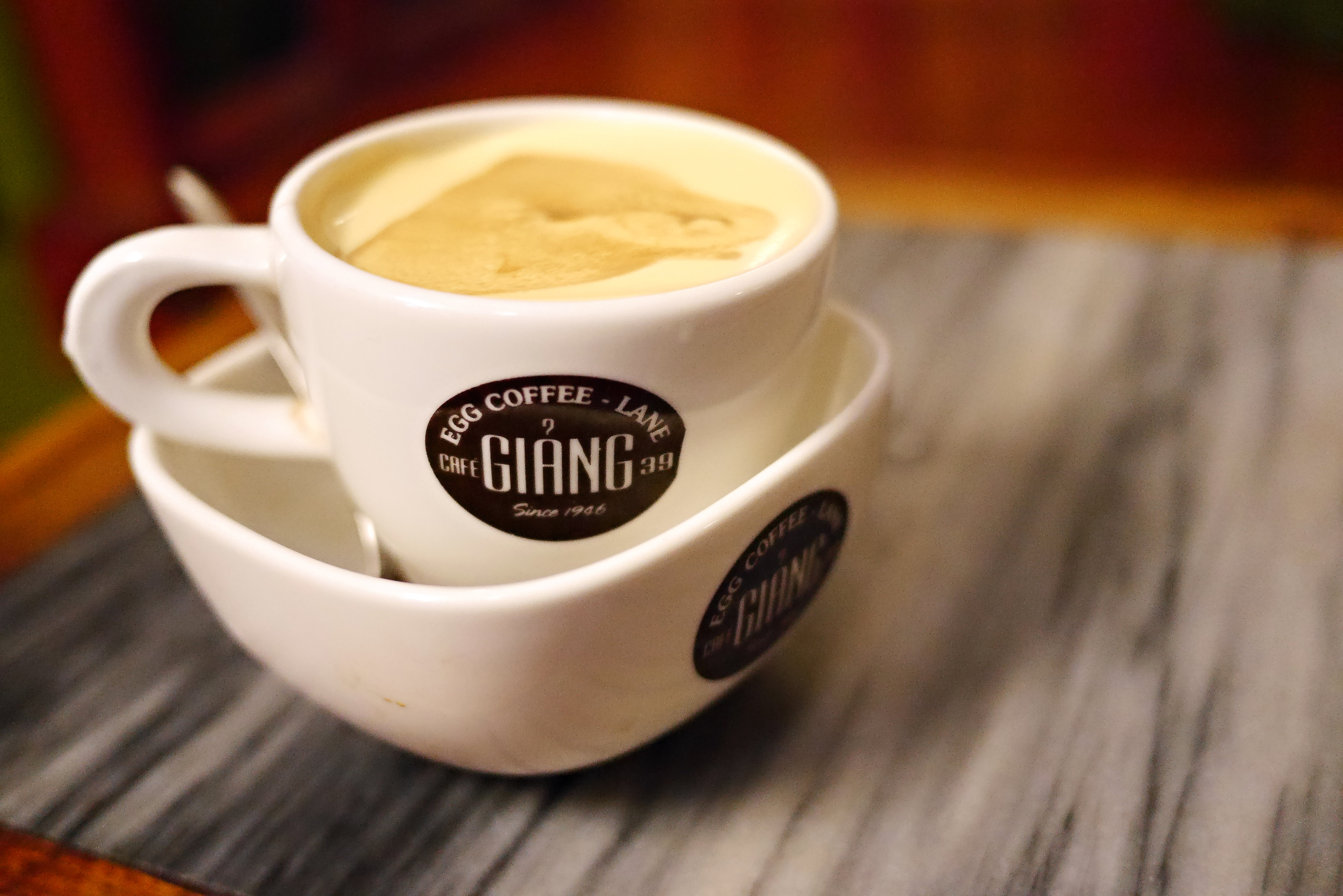
Cà phê trứng

Cà phê trứng là một loại thức uống có nguồn gốc từ Việt Nam được làm từ cà phê (cà phê vối) với trứng gà (có nhỏ thêm mật ong) và sữa đặc có đường. "Cà phê Giảng" là quán cà phê lâu đời và nổi tiếng nhất Hà thành phục vụ thức uống này. Theo lời người chủ hiện tại của quán thì cà phê trứng ra đời vào những năm cuối thập niên 1940 tại Hà Nội, xuất phát từ việc khan hiếm mặt hàng sữa tươi thời điểm bấy giờ nên cha ông, người chủ đầu tiên của quán đã dùng lòng đỏ trứng gà như một giải pháp thay thế, sau này, đây là đặc sản của Hà Nội.

## Chế biến
Nguyên liệu để làm cà phê trứng gồm trứng gà tươi, đường, sữa, cà phê. Lòng đỏ trứng gà được đánh bông bằng tay cùng với sữa, đường cát, sau đó đổ cà phê đang đun sôi lên. Ly cà phê bồng bềnh trong một màu nâu thơm. Cà phê trứng được làm từ trứng đánh bông lên hòa quyện cùng cà phê, được pha rất khéo, để vừa đổ cà phê nóng vào phần trứng đã đánh bông, sẽ tạo thành lớp bọt đẹp và thơm. Thực khách luôn có thêm một chiếc thìa con để thưởng thức bọt kem bên trên giống như món khai vị trước khi uống cà phê bên dưới.
Cà phê trứng có màu hơi vàng đựng trong một tách nhỏ. Để giữ cho đồ uống luôn nóng, người phục vụ sẽ đặt ly cà phê vào một bát nước ấm. Sau khi được rót qua lớp bọt kem đánh bông lên từ trứng, vị cà phê đặc đọng lại ở đáy cốc có phần đậm đà hơn. Trước đây chỉ đánh trứng bằng tay, do đó mất nhiều thời gian và độ bông của trứng không thể bằng sử dụng máy do đó chỉ có cà phê trứng nóng. Ngày nay, khi trứng đã được đánh rất nhuyễn, bông, mịn bằng máy nên có thêm cà phê trứng đá, ca cao trứng, đậu xanh trứng, matcha (bột trà) trứng... tất cả đều phục vụ cả nóng hay đá, tùy theo gu của mỗi người.

## Hình ảnh

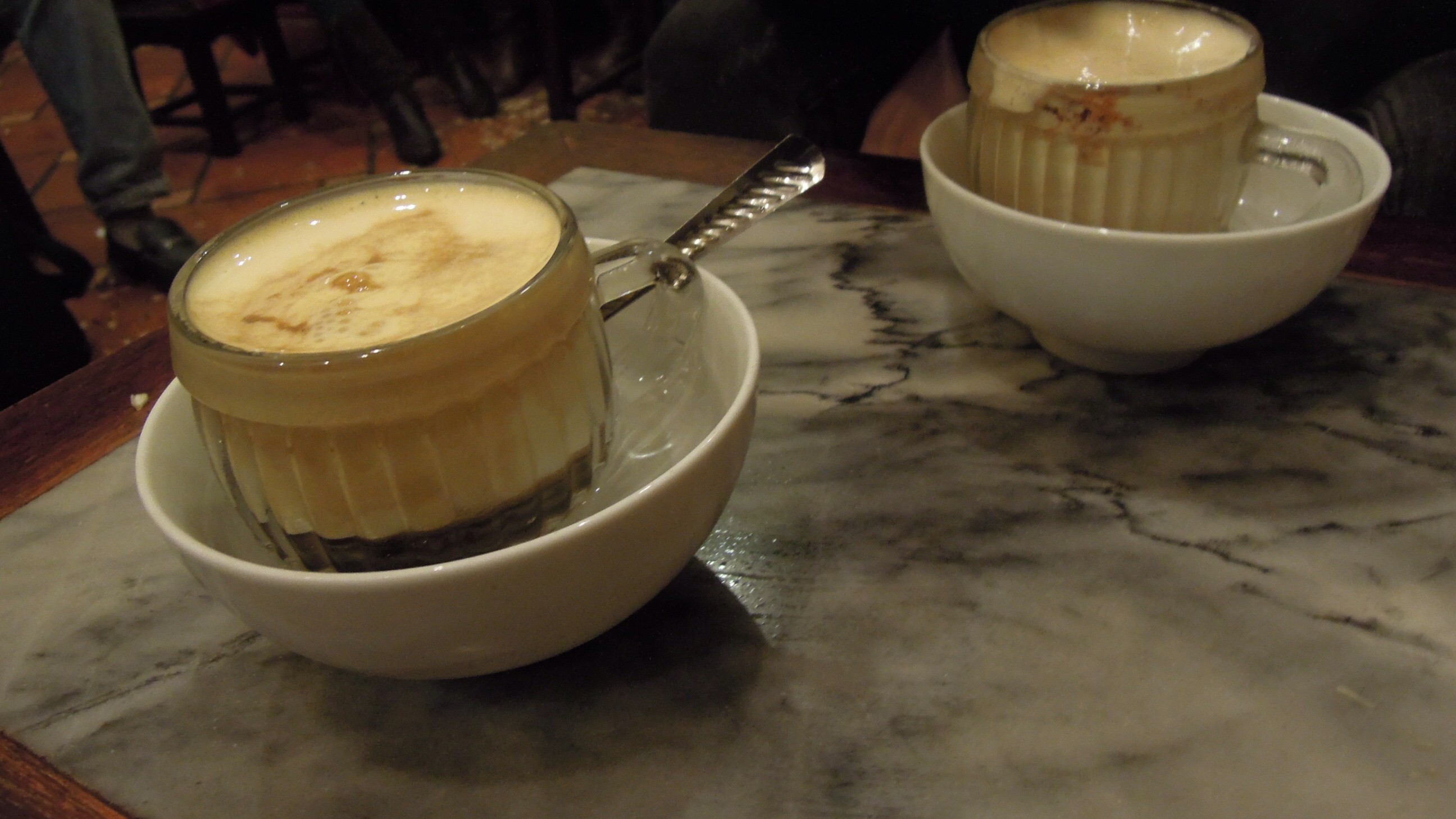
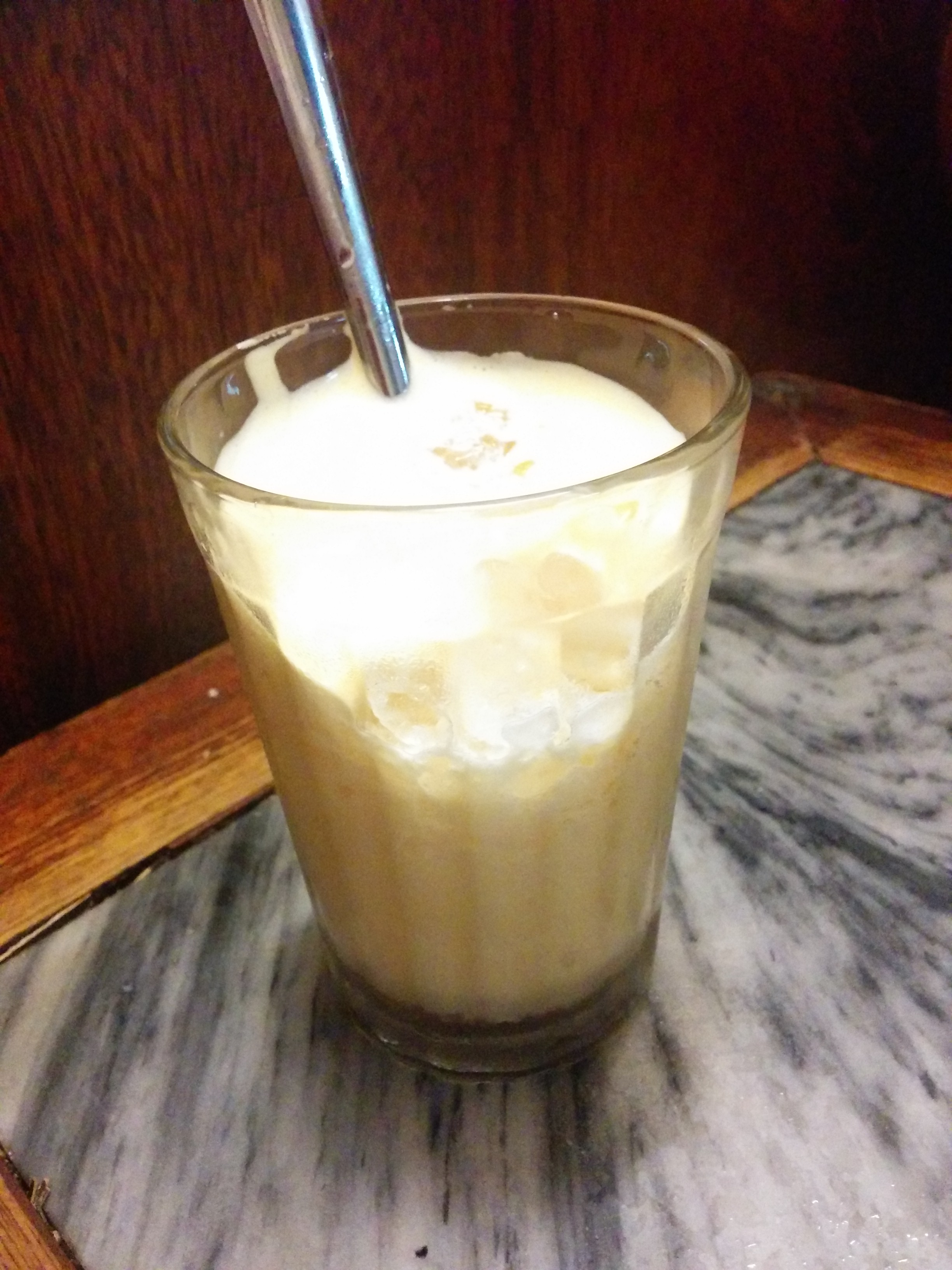
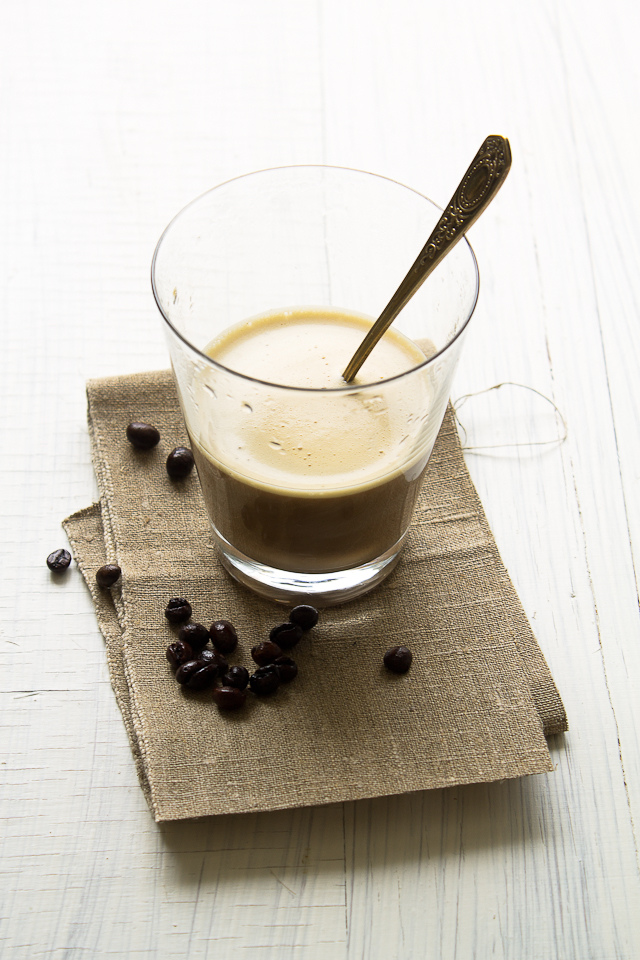
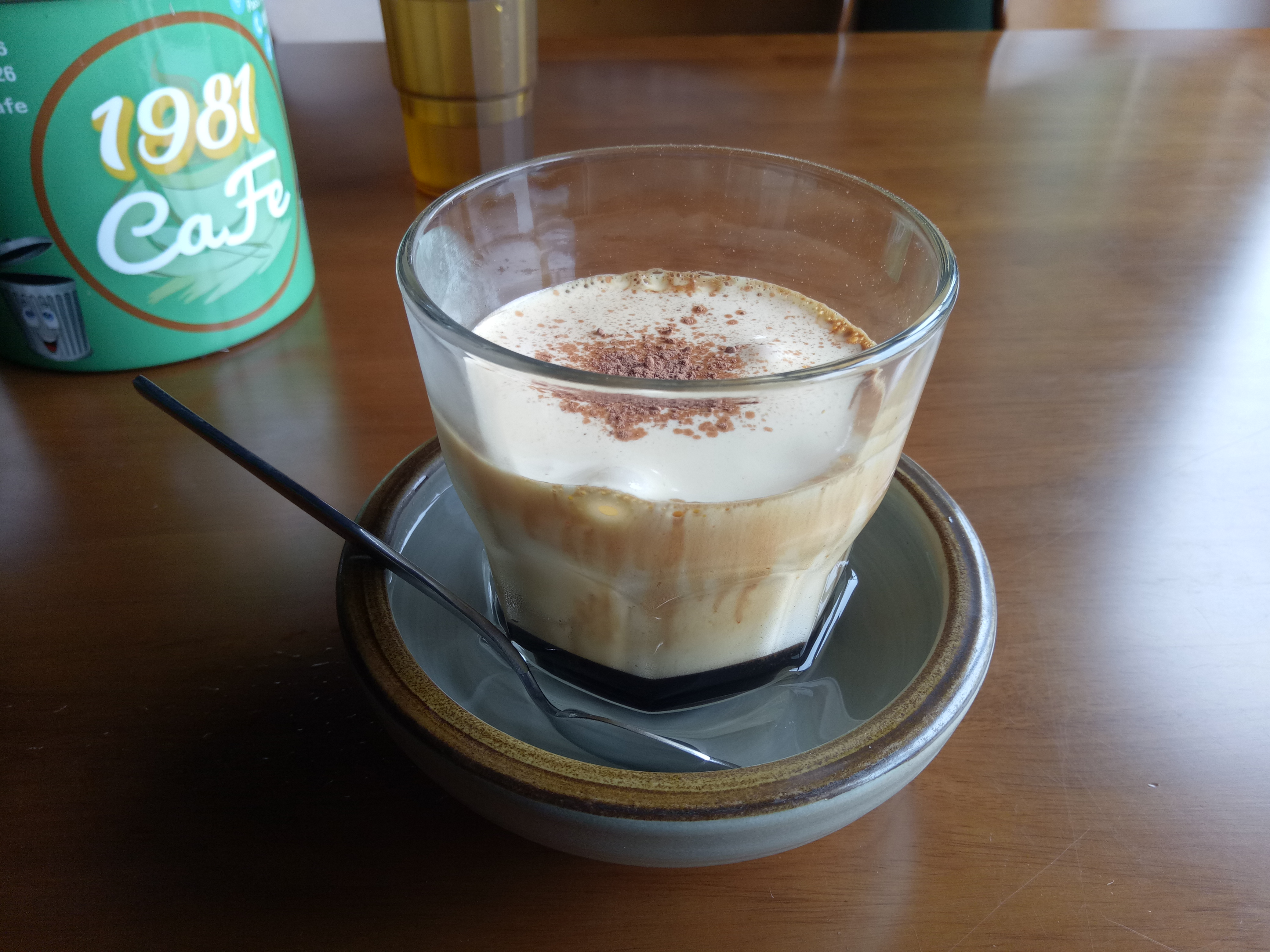
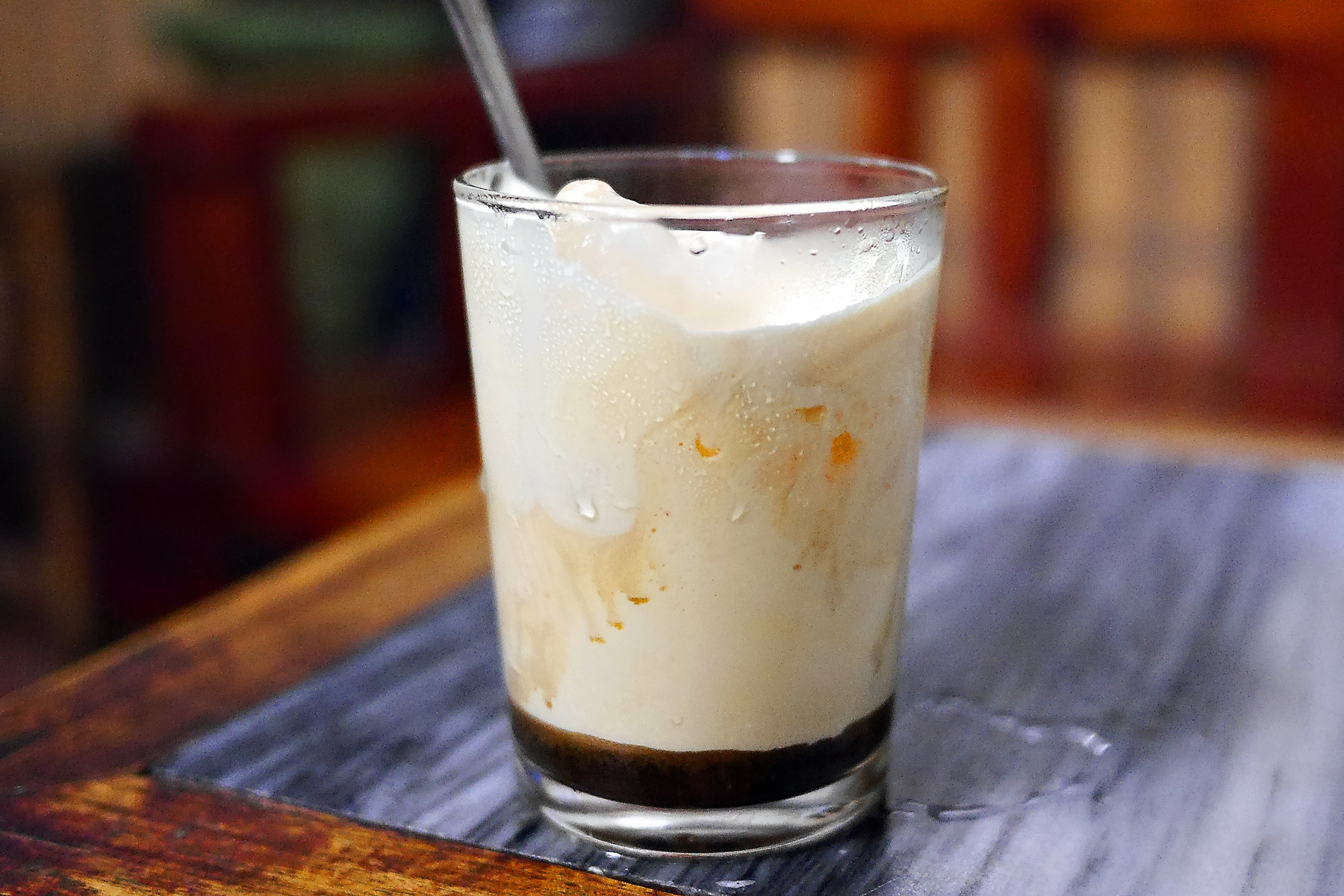